# Finales de la NBA de 2009
Las Finales de la NBA de 2009 fueron las series definitivas de los playoffs del 2009 y supusieron la conclusión de la temporada 2008-09 de la NBA. Enfrentaron a Los Angeles Lakers contra Orlando Magic

## Camino a las finales
| Los Angeles Lakers (Campeón de la Conferencia Oeste ) | Los Angeles Lakers (Campeón de la Conferencia Oeste ) | Orlando Magic (Campeón de la Conferencia Este ) | Orlando Magic (Campeón de la Conferencia Este ) |
| ----------------------------------------------------- | ----------------------------------------------------- | ----------------------------------------------- | ----------------------------------------------- |
| 65–17 (.793) 1º Pacífico, 1º Oeste, 2º Total          | Temporada regular                                     | Temporada regular                               | 59–23 (.720) 1º Sudeste, 3º Este, 4º Total      |
| Derrotaron a (8) Utah Jazz, 4–1                       | Primera ronda                                         | Primera ronda                                   | Derrotaron a (6) Philadelphia 76ers, 4–2        |
| Derrotaron a (5) Houston Rockets, 4–3                 | Semifinales de conferencia                            | Semifinales de conferencia                      | Derrotaron a (2) Boston Celtics, 4–3            |
| Derrotaron a (2) Denver Nuggets, 4–2                  | Finales de conferencia                                | Finales de conferencia                          | Derrotaron a (1) Cleveland Cavaliers, 4–2       |

### Enfrentamientos en temporada regular
Orlando Magic ganaría ambos partidos en la temporada regular:
| 20 de diciembre de 2008 | Los Angeles Lakers | 103–106 | Orlando Magic |                                |  |
|                         |                    |         |               |                                |  |
|                         |                    | Recap   |               | Pabellón: Amway Arena, Orlando |  |

| 16 de enero de 2009 | Orlando Magic | 109–103 | Los Angeles Lakers |                                       |  |
|                     |               |         |                    |                                       |  |
|                     |               | Recap   |                    | Pabellón: Staples Center, Los Ángeles |  |

### Los Angeles Lakers
Lakers eran el equipo favorito de la Conferencia Oeste, pero su camino hasta las finales no fue nada fácil. Jugaron 3 series que supusieron un gran desgaste físico ante Utah Jazz, Houston Rockets y Denver Nuggets, ganando en 5, 7 y 6 partidos, respectivamente. Finalmente los Lakers alcanzaron las finales consiguiendo dos grandes partidos en los encuentros 5º y 6º ante los Denver Nuggets, pasando a ser los favoritos en las finales.

### Orlando Magic
Los Magic fueron infravalorados como candidatos a finalistas de la NBA, debido a que jugaban a la sombra del primer clasificado, Cleveland Cavaliers, liderados por el MVP LeBron James. También tendrían por encima al defensor del título y segundo clasificado, Boston Celtics. Sin embargo, después de despachar a Philadelphia 76ers en seis partidos, los Magic contra pronóstico vencieron a los Celtics ganando en el séptimo y último partido en Boston. En la siguiente ronda, Orlando no parecía tener muchas oportunidades de vencer al mejor clasificado Cleveland Cavaliers, pero una combinación de triples y la presencia interior de Dwight Howard formaron una pesadilla para los de Cleveland en defensa y Orlando ganaría en seis partidos. En sexto partido, Howard consiguió 40 puntos y 14 rebotes.

## Resumen de los partidos
Todas las horas son bajo el horario de la Zona Este.

### Partido 1
| 4 de junio                     | Orlando Magic                                                    | 75–100                                | Los Angeles Lakers                                      | |  |  |
| 9:00 p. m.                     | Parciales: 24–22, 19–31, 15–29, 17–18                            | Parciales: 24–22, 19–31, 15–29, 17–18 | Parciales: 24–22, 19–31, 15–29, 17–18                   | |  |  |
|                                | Estadísticas Mickaël Piétrus 14 Dwight Howard 15 Jameer Nelson 4 | Recap Pts Reb Asts                    | Estadísticas Kobe Bryant 40 Lamar Odom 14 Kobe Bryant 8 | Pabellón: Staples Center, Los Ángeles, California Asistencia: 18,997 espectadores Árbitros: Ken Mauer, Dan Crawford, Joe DeRosa Televisión: ABC |  |  |
| Los Ángeles gana la serie, 1–0 |                                                                  |                                       |                                                         | |  |  |
|                                |                                                                  |                                       |                                                         | |  |  |

### Partido 2
| 7 de junio                     | Orlando Magic                                                  | 96–101                                             | Los Angeles Lakers                                     | |  |  |
| 8:00 p. m.                     | Parciales: 15-15, 20–25, 30–23, 23–25 (T.E.: 8–13)             | Parciales: 15-15, 20–25, 30–23, 23–25 (T.E.: 8–13) | Parciales: 15-15, 20–25, 30–23, 23–25 (T.E.: 8–13)     | |  |  |
|                                | Estadísticas Rashard Lewis 34 Dwight Howard 16 Rashard Lewis 7 | Recap Pts Reb Asts                                 | Estadísticas Kobe Bryant 29 Pau Gasol 10 Kobe Bryant 8 | Pabellón: Staples Center, Los Ángeles, California Asistencia: 18,997 espectadores Árbitros: Steve Javie, Tom Washington, Monty McCutchen Televisión: ABC |  |  |
| Los Ángeles gana la serie, 2–0 |                                                                |                                                    |                                                        | |  |  |
|                                |                                                                |                                                    |                                                        | |  |  |

### Partido 3
| 9 de junio                     | Los Angeles Lakers                                       | 104–108                               | Orlando Magic                                                            | |  |  |
| 9:00 p. m.                     | Parciales: 31–27, 23–32, 21–22, 29–27                    | Parciales: 31–27, 23–32, 21–22, 29–27 | Parciales: 31–27, 23–32, 21–22, 29–27                                    | |  |  |
|                                | Estadísticas Kobe Bryant 31 Trevor Ariza 7 Kobe Bryant 8 | Recap Pts Reb Asts                    | Estadísticas Howard & Lewis 21 cada uno Dwight Howard 14 Hedo Türkoğlu 7 | Pabellón: Amway Arena, Orlando, Florida Asistencia: 17,461 espectadores Árbitros: Joe Crawford, Derrick Stafford, Mark Wunderlich Televisión: ABC |  |  |
| Los Ángeles gana la serie, 2–1 |                                                          |                                       |                                                                          | |  |  |
|                                |                                                          |                                       |                                                                          | |  |  |

### Partido 4
| 11 de junio                    | Los Angeles Lakers                                     | 99–91                                              | Orlando Magic                                                  | |  |  |
| 9:00 p. m.                     | Parciales: 20–24, 17–25, 30–14, 20–24 (T.E.: 12–4)     | Parciales: 20–24, 17–25, 30–14, 20–24 (T.E.: 12–4) | Parciales: 20–24, 17–25, 30–14, 20–24 (T.E.: 12–4)             | |  |  |
|                                | Estadísticas Kobe Bryant 32 Pau Gasol 10 Kobe Bryant 8 | Recap Pts Reb Asts                                 | Estadísticas Hedo Türkoğlu 25 Dwight Howard 21 Rashard Lewis 4 | Pabellón: Amway Arena, Orlando, Florida Asistencia: 17,461 espectadores Árbitros: Mike Callahan, Scott Foster, Bennett Salvatore Televisión: ABC |  |  |
| Los Ángeles gana la serie, 3–1 |                                                        |                                                    |                                                                | |  |  |
|                                |                                                        |                                                    |                                                                | |  |  |

### Partido 5
| 14 de junio                    | Los Angeles Lakers                                     | 99–86        | Orlando Magic                                                                    | |  |  |
|                                | Parciales: 26–28, 30–18, 20–15, 23–25                  |              |                                                                                  | |  |  |
|                                | Estadísticas Kobe Bryant 30 Pau Gasol 15 Kobe Bryant 5 | Pts Reb Asts | Estadísticas Rashard Lewis 18 Howard, Lewis 10 cada uno Lewis, Nelson 4 cada uno | Pabellón: Amway Arena, Orlando, Florida Asistencia: 17,461 espectadores Árbitros: Mike Callahan, Scott Foster, Bennett Salvatore Televisión: ABC |  |  |
| Los Ángeles ganó la serie, 4–1 |                                                        |              |                                                                                  | |  |  |
|                                |                                                        |              |                                                                                  | |  |  |

## Televisión
Emisoras de todo el mundo donde se transmitieron las finales:
| - Argentina: Canal 7 - Australia: ESPN y ONE HD - Bélgica: Be 1 y Prime Sport 1 - Belice: Great Belize Television y Tropical Vision Limited (todos los partidos excepto el 2º y el 5º) - Bosnia y Herzegovina: Televizija OBN - Brasil: ESPN - Canadá: TSN - China: CCTV-5, several provincial broadcasters - Chipre: Lumiere TV - Corea del Sur: SBS Sports, Star Sports - Dinamarca: DK4 Sport]] - República Dominicana: Antena Latina - El Salvador: Sky TV - España: Canal+, Cuatro - Estados Unidos: ABC - Filipinas: C/S 9, Basketball TV - Finlandia: Urheilukanava - Francia: Canal+, Orange Sport - Grecia: Sport+ - Hong Kong: ESPN, Cable TV Hong Kong Sports Channel, Star Sports, TVB HD | - Hungría: Sport1, Sport2 - India: ESPN - Indonesia: ESPN, JakTV - Italia: [Sky sport - Israel: Sport 5 - Japón: J Sports Plus, NHK BS-1, SkyPerfecTV - Letonia: LTV7 - México: ESPN Dos - Liga Árabe Middle East, North Africa: aljazeera sport +3 - Países Bajos: Sport1 - Paraguay: ESPN - Perú: ESPN Latin America, CMD - Polonia: Canal+Sport1 - Portugal: Sport TV 1 - Rusia: NBA TV - Suecia: TV4 AB - Taiwán: Videoland - Tailandia: ESPN - Trinidad y Tobago: ESPN - Turquía: NTV - Reino Unido: Five / Setanta Sports 2 - Venezuela: Sport Plus |